# Poule de Contres
La Contres est une race de poule domestique française. Disparue durant la première moitié du 20e siècle, la race est reconstituée à la fin des années 1990. 

## Description
C'est une volaille de type fermier à deux fins (chair et ponte) récemment reconstituée, aux proportions harmonieuses, sans être trop haute sur pattes, assez dressée, avec une démarche vive et fière.

## Origine
Elle porte le nom de la ville de Contres dans le Loir-et-Cher où se tenait un marché.
À l'origine, elle était issue d'une variété de poule fermière locale

## Standard
- Masse idéale : Coq : 3 kg environ ; poule : 2,25 kg
- Crête : simple
- Oreillons : blancs cerclés de rouge
- Couleur des yeux : noirs
- Couleur de la peau : blanche
- Couleur des tarses : gris
- Variétés de plumage : blanc herminé noir uniquement
- Œufs à couver : min. 60 g, coquille blanche à crème clair
- Diamètre des bagues : Coq : 18 mm ; Poule : 16 mm